# Gabriel Paletta
Gabriel Paletta (Buenos Aires, 1986. február 15. –) argentin születésű, olasz válogatott labdarúgó, a Monza játékosa. Posztját tekintve belsővédő.

## Sikerei, díjai
- Boca Juniors
  - Argentin bajnok (1): 2008 Apertura
  - FIFA-klubvilágbajnokság második helyezett (1): 2007

- AC Milan
  - Olasz szuperkupa (1): 2016

- Monza
  - Serie C – A csoport (1): 2019–20

- Argentína U20
  - U20-as világbajnok (1): 2005